# タカヤマ
株式会社タカヤマは、東京都葛飾区に本社をおく、ネジを中心とした金属・樹脂成形部品の製造・販売会社。

## 沿革
- 1939年2月 - 本所区深川にて高山製作所として創業
- 1943年6月 - 神田須田町に移転
- 1947年3月 - 葛飾区四つ木に工場を開設
- 1948年8月 - 千代田区神田多町に移転し株式会社高山商店に組織変更
- 1950年9月 - 株式会社ネジの高山に商号変更
- 1953年6月 - 資本金200万円に増資
- 1969年6月 - 葛飾区白鳥に営業所を開設
- 1972年1月 - 資本金3,000万円に増資
- 1982年3月 - 東村山市に営業所開設
- 1985年11月 - 埼玉県三郷市に工場を移転
- 1991年3月 - 台湾企業と取引を開始する
- 2003年10月 - 韓国企業と取引を開始する
- 2005年3月 - 中国企業と取引を開始する
- 2009年11月 - 「中小企業新事業活動促進法」の経営革新計画による認証を取得
- 2010年6月 - 自社ブランド「RMS（レアメタルスクリュー）」の販売を開始する
- 2011年8月 - 「エコアクション21」取得
- 2013年2月 - 中国現地法人設立 「特科陽馬（上海）商貿有限公司」
- 2016年12月 - 株式会社タカヤマに商号変更[1]
- 2018年1月 - 中国現地製造メーカー設立 「特科陽馬（江陰）機械製造有限公司」

## 系列会社
- 特科陽馬（上海）商貿有限公司
- 特科陽馬（江陰）機械製造有限公司

## 特徴
ねじの製造販売を主力としているが最近は金属の加工部品・樹脂成型部品など取扱製品が拡充している。
従来より海外取引を行っていたが中国に現地法人を設立してからは海外との輸出入がさらに増えている。
オリジナル製品としては「RMS（レアメタルスクリュー）」がある。